# Самбалпур
Самбалпур (англ. Sambalpur, ория ସମ୍ବଲପୁର) — город в индийском штате Орисса. Административный центр округа Самбалпур.

## География
Расположен на берегах реки Маханади; в 15 км выше города на реке построена плотина Хиракуд.
Средняя высота города над уровнем моря — 134 метра.
Климат города характеризуется жарким летом и довольно прохладной зимой. Наиболее жаркие месяцы — апрель и май со средними максимумами 42 и 44 °C соответственно; самые холодные месяцы — декабрь и январь, со средними минимумами 11 и 13 °C соответственно. Сезон дождей продолжается с июля по октябрь.

## Население
По данным всеиндийской переписи 2011 года, в городе проживало 183 383 человека. Население городской агломерации по данным той же переписи — 269 575 человек, из которых мужчины составляли 51,50 %, женщины — соответственно 48,50 %. Уровень грамотности взрослого населения составлял 85,69 %. Уровень грамотности среди мужчин составлял 90,88 %, среди женщин — 80,22 %. 10,20 % населения было моложе 6 лет.

## Транспорт
Ближайшие аэропорты находится в городах Райпур (262 км) и Бхубанешвар (325 км). Имеется железнодорожное сообщение; на территории города расположены 4 ж/д станции. Главная станция города находится на ветке Бхубанешвар — Джхарсугуда; остальные 3 станции — на ветке Джхарсугуда — Баргарх.